# Чемпионат Югославии по футболу 1924
Чемпионат Королевства сербов, хорватов и словенцев по футболу 1924 (сербохорв. Prvenstvo Kraljevini Srba, Hrvata i Slovenaca u fudbalu 1924.) — второй сезон чемпионата КСХС по футболу. Турнир проводился по кубковой системе, команды играли друг с другом один раз. Победившая команда продолжала борьбу за звание чемпиона, проигравшая выбывала из борьбы. Чемпионом стал белградский клуб «Югославия». По сравнению с предыдущим сезоном в турнире принимали участие две новые команды — СК Сомборски и «Славия» из Осиека.

## Клубы-участники
| Клуб         | Город   |
| ------------ | ------- |
| Граджянски   | Загреб  |
| Илирия       | Любляна |
| Югославия    | Белград |
| САШК         | Сараево |
| СК Сомборски | Сомбор  |
| Славия       | Осиек   |
| Хайдук       | Сплит   |

## Результаты

### Четвертьфинал
- Югославия 5:2 Славия
- САШК 3:1 Илирия
- Хайдук 3:3; 4:4; 5:0 Граджянски
- СК Сомборски (автоматически в полуфинале)

### Полуфинал
- Югославия 5:1 СК Сомборски
- Хайдук 6:1 САШК

### Финал
- Югославия 2:1 Хайдук

## Состав чемпиона
- Немеш, Драгутин
- Ивкович, Милутин
- Петрович, Бранко
- Начевич, Михайло
- Махек, Алойз
- Маркович, Света
- Джурич, Дамьян
- Йованович, Драган
- Лубурич, Стеван
- Петкович, Душан
- Секулич, Бранислав
- Главный тренер: Блаха, Карел